# Кері Вонґ
Кері Вонґ (англ. Keri Wong; нар. 25 грудня 1989) — колишня американська тенісистка.
Найвищу одиночну позицію світового рейтингу — 866 місце досягла 24 квітня, 2017, парну — 156 місце — 21 квітня, 2014 року.
Здобула 7 парних титулів туру ITF.

## Фінали ITF

### Парний розряд: 17 (7–10)
| Легенда          |
| ---------------- |
| Турніри $100,000 |
| Турніри $75,000  |
| Турніри $50,000  |
| Турніри $25,000  |
| Турніри $10,000  |

| Фінали за покриттям |
| ------------------- |
| Тверде (4–7)        |
| Ґрунт (3–3)         |
| Трава (0–0)         |
| Килим (0–0)         |

| Результат | Ранг | Дата     | Рівень  | Турнір                                     | Покриття | Партнерка                     | Суперниці                                      | Рахунок             |
| --------- | ---- | -------- | ------- | ------------------------------------------ | -------- | ----------------------------- | ---------------------------------------------- | ------------------- |
| Поразка   | 1.   | Чер 2008 | $10,000 | Гілтон-Гед-Айленд (Південна Кароліна), США | Тверде   | Carolina Salge                | Дженніфер Елі Nadja Gilchrist                  | 1–6, 6–0, [5–10]    |
| Поразка   | 2.   | Жов 2012 | $10,000 | Гейнсвілл (Флорида), США                   | Ґрунт    | Крісті Бокс                   | Марія Фернанда Альварес Теран Ангелина Габуєва | 6–7(4), 7–5, [7–10] |
| Перемога  | 1.   | Кві 2013 | $25,000 | Каракас, Венесуела                         | Тверде   | Марія Фернанда Альварес Теран | Naomi Totka Каріна Вендітті                    | 6–1, 6–2            |
| Перемога  | 2.   | Тра 2013 | $10,000 | Ландісвілл (Пенсільванія), США             | Тверде   | Марія Фернанда Альварес Теран | Брук Остін Брук Рішбіт                         | 2–6, 6–4, [10–5]    |
| Поразка   | 3.   | Тра 2013 | $25,000 | Ель-Пасо (Техас), США                      | Тверде   | Фатіма Ан-Набхані             | Адріана Перес Марсела Сакаріас                 | 3–6, 3–6            |
| Перемога  | 3.   | Чер 2013 | $25,000 | Лас-Крусес, США                            | Тверде   | Марія Фернанда Альварес Теран | Анаміка Бгаргава Майо Хібі                     | 6–2, 6–2            |
| Поразка   | 4.   | Лют 2014 | $25,000 | Ранчо-Санта-Фе (Каліфорнія), США           | Тверде   | Даніелль Лао                  | Саманта Кроуфорд Сюй Їфань                     | 6–3, 2–6, [10–12]   |
| Перемога  | 4.   | Кві 2014 | $25,000 | Пелам (Алабама), США                       | Ґрунт    | Даніелль Лао                  | Дія Евтімова Ілона Кремінь                     | 1–6, 6–4, [10–7]    |
| Поразка   | 5.   | Тра 2014 | $25,000 | Ролі (Північна Кароліна), США              | Ґрунт    | Даніелль Лао                  | Сюй Цзеюй Александра Мюллер                    | 3–6, 3–6            |
| Поразка   | 6.   | Лип 2014 | $50,000 | Лексінгтон (Кентуккі), США                 | Тверде   | Аояма Сюко                    | Джоселін Рей Анна Сміт                         | 4–6, 4–6            |
| Перемога  | 5.   | Вер 2014 | $10,000 | Амелія (острів), США                       | Ґрунт    | Марія Фернанда Алвеш          | Софі Чанг Енді Деніелл                         | 7–6(6), 7–6(4)      |
| Перемога  | 6.   | Вер 2014 | $10,000 | Гілтон-Гед, США                            | Ґрунт    | Марія Фернанда Алвеш          | Емілі Гарман Медлін Кобелт                     | 6–1, 7–6(5)         |
| Поразка   | 7.   | Жов 2014 | $25,000 | Флоренс (Південна Кароліна), США           | Тверде   | Даніелль Лао                  | Джеймі Лоеб Саназ Маранд                       | 3–6, 6–7(5)         |
| Перемога  | 7.   | Жов 2015 | $25,000 | Флоренс, США                               | Тверде   | Ема Бургич-Буцко              | Діана Марцинкевич К'яра Шоль                   | 7–6(6), 6–1         |
| Поразка   | 8.   | Кві 2016 | $50,000 | Дотан (Алабама), США                       | Ґрунт    | Кейтлін Горіскі               | Ейжа Мугаммад Тейлор Таунсенд                  | 0–6, 1–6            |
| Поразка   | 9.   | Лип 2016 | $10,000 | Евансвілл (Індіана), США                   | Тверде   | Брінн Борен                   | Софі Чанг Александра Мюллер                    | 1–6, 4–6            |
| Поразка   | 10.  | Жов 2016 | $50,000 | Мейкон (Джорджія), США                     | Тверде   | Сабріна Сантамарія            | Міхаелла Крайчек Taylor Townsend               | 6–3, 2–6, [6–10]    |